# Credo.Press
Credo.Press (полное название «Независимое информационно-аналитическое интернет-издание о религии „Credo.Press“»; до 1 сентября 2018 года назывался Портал-Credo.ru) — информационно-аналитический интернет-портал о религии в России. Создан 2 мая 2002 года. Фактически прекратил работу 4 марта 2022 года. Язык — русский.
Главный редактор портала  — Александр Солдатов. Заместитель главного редактор — Владимир Ойвин.
В размещаемых порталом полемических работах активно критикуется руководство Русской православной церкви за внешне- и внутрицерковную деятельность. Систематически публикуются материалы, в которых говорится о нарушениях со стороны высшего духовенства РПЦ конституционных прав как православных граждан и рядовых клириков РПЦ, так и представителей т. н. альтернативного православия и инославных христиан.
Партнёрами Портала-Credo.ru являлись Московская Хельсинкская группа (с 2010 года), Общероссийское общественное движение «За права человека», Сахаровский центр, Международная правозащитная группа «Агора» и другие организации.

## История
Домен portal-credo.ru был создан 2 мая 2002 года. По некоторым данным к созданию ресурса был причастен политтехнолог Глеб Павловский, а сам сайт изначально был специальным приложением к «Русскому Журналу». Зарегистрирован Министерством РФ по делам печати, телерадиовещания и средств массовых коммуникаций 18 июля 2002 года. Регистарция прекращена 20 марта 2020 года по решению учредителей. 14 октября 2002 года в Центральном доме журналиста в Москве состоялось официальная презентация сайта, собравшее более 40 журналистов, общественных и религиозных деятелей, писателей и учёных. Как писал священник Димитрий Карпенко: «первое время они держали своих посетителей в небольшом замешательстве, редакция была анонимна и не объявляла о своих конфессиональных предпочтениях, многие „эксклюзивные“ материалы выходили без подписей, обновляемость сайта, по сравнению с другими религиозными ресурсами была (да и остается) очень оперативной. Но крен чувствовался с самого начала, главная мишень большинства публикуемых материалов — РПЦ (МП)».
В 2008—2009 годах редакция портала принимала активное участие в «подготовке концепции и планов» сайта Religiopolis.org (главный редактор Михаил Ситников) — информационного ресурса АНО консультационных и экспертных услуг «Центр религиоведческих исследований „Религиополис“» (учредитель Михаил Ситников; директор Екатерина Элбакян).
Согласно опросу «Кому, как и зачем исследовать православный мир», проведённому исследовательской службой «Среда» в 2011 году среди 50 учёных, изучающих религию, Портал-Credo.ru попал в пятёрку наиболее посещаемых респондентами сайтов
5 июля 2016 года открылось зеркало сайта по адресу «Credo.press». Как пояснил главный редактор «Портала-Credo.Ru» Александр Солдатов, с одной стороны, необходимость открытия зеркала вызвана постоянными проблемами, с которыми сталкивается наше издание в России в связи с ужесточением «антиэкстремистского» законодательства и правоприменительной практики — в первую очередь, со стороны Роскомнадзора. С другой стороны, за 14 лет функционирования сайта его функционал и дизайн были признаны устаревшими и не соответствующими как пожеланиям пользователей, так и потребностям редакции. 1 сентября 2018 сайт официально «переехал» на ресурс Credo.press, в связи с чем поменял название
Как отмечал Александр Солдатов: «4 марта наш Портал „Credo.Press“ начал работать с перебоями. В течение некоторого времени Портал был недоступен большому числу пользователей в России — в частности, самой редакции Портала. Вероятными причинами этой недоступности могут быть как dDoS-атаки, так и „превентивные“ блокировки некоторыми российскими провайдерами. Каких-либо официальных сведений о причинах перебоев редакция не получала. Лишь 22 марта поступило „предупреждение“ из Роскомнадзора. <…> Редакция приняла решение не возобновлять работу в полном объёме до тех пор, пока не станут ясны правоприменительная практика и „условия игры“ в новой российской реальности. Это связано с тем, что основная часть наших сотрудников и авторов находится в РФ и мы не вправе заведомо рисковать их жизнями, свободой и здоровьем». В июне 2023 года возобновил работу в тестовом режиме, но вскоре снова закрыт.

## Структура
Портал-Credo.ru является «агрегатором» материалов на религиозно-общественные темы. Подборка материалов проводится в соответствии с общественной позицией портала, являвшейся либерально-оппозиционной, критически относящейся к Русской православной церкви.
Материалы Портала представлены следующими блоками:
- новостной (разделы «Анонсы», «Лента новостей», «Репортаж», «Документ» и «Мониторинг СМИ»)
- аналитический (разделы «Мнение», «Мысли», «Сетевой навигатор»)
- исследовательско-дискуссионный (разделы «Комментарий дня», «Интервью», «Отклики читателей» и «Vox populi»)
- справочно-библиографический (разделы «Библиотека», «Портрет», «Календарь» и «Библиография»)
- авторские рубрики клирика РПАЦ Михаила Ардова «Со своей колокольни» и епископа Архиерейского совещания РПАЦ Григория Лурье «Зона риска».

## Сотрудники

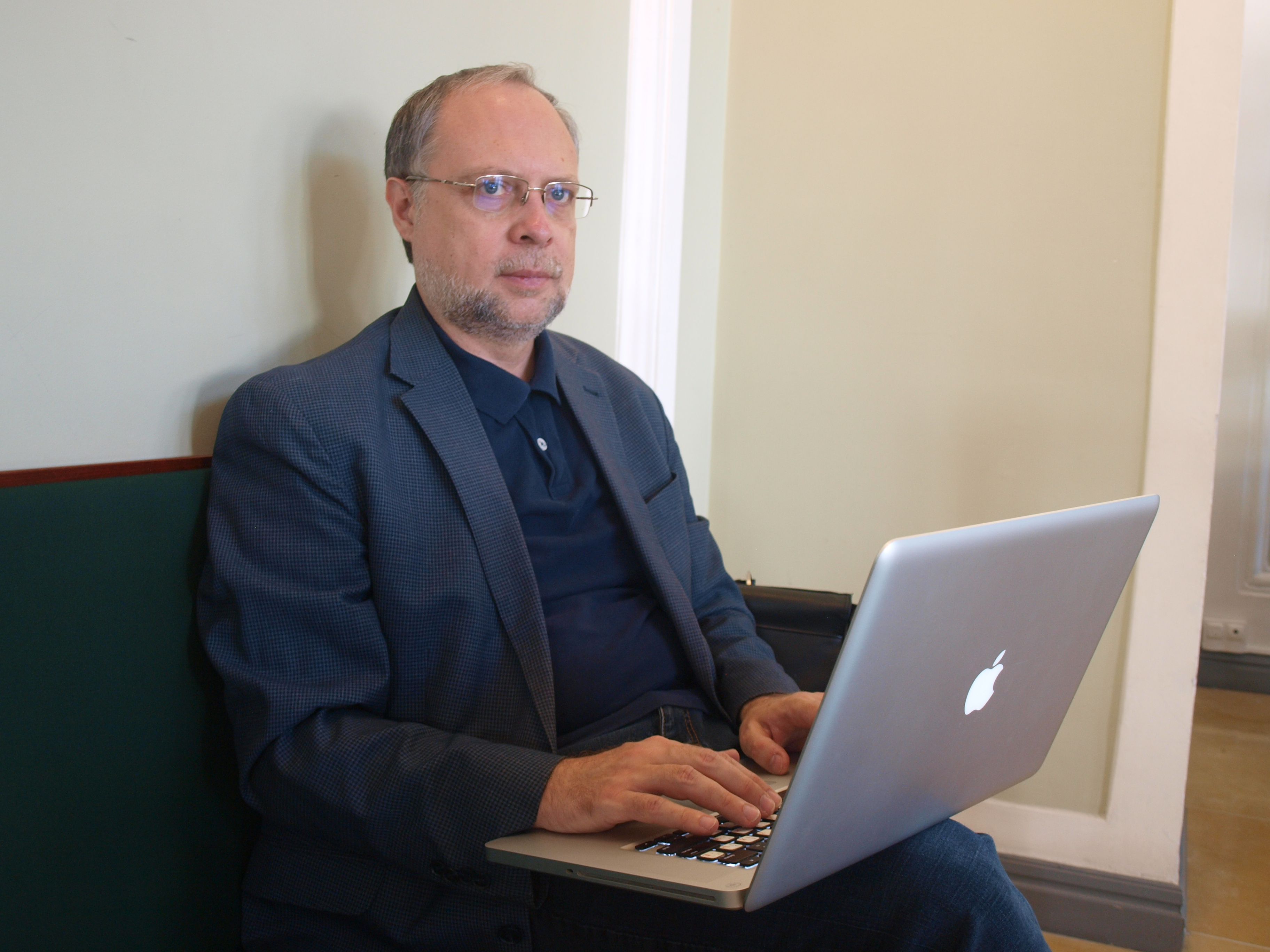
Главный редактор Александр Солдатов (Москва, 14 сентября 2018 года)

По данным Московской Хельсинкской группы (МХГ) на 2017 год, постоянная редакция портала состоит из двух человек. Портал, по данным МХГ, также имеет корреспондентов в 18 странах мира и «несколько десятков» внештатных авторов.
Главный редактор портала с момента его основания — Александр Солдатов. Заместитель главного редактор — Владимир Ойвин.
С 7 февраля 2003 года на портале начал публиковаться религиовед, социолог религии, публицист и журналист Роман Лункин, который в 2004—2009 годах являлся автором, корреспондентом и обозревателем издания.
Корреспондентом портала является общественный деятель, публицист и журналист Михаил Ситников.

## Оценки

### Положительные
В 2005 году религиовед и социолог религии С. Б. Филатов в первом томе издания «Атлас современной религиозной жизни России» как ответственный редактор издания отметил, что Портал-Credo.ru стал для авторов книги «неоценимым источником религиозной информации», публиковавшим многочисленные разнообразные и проверенные материалы в 2003—2004 годах.
В 2006 году этнографы и историки А. А. Бадмаев и В. А. Бурнаков во введении к коллективной монографии «Протестантизм и народы Южной Сибири: история и современность» отметили, что Портал-Credo.ru использовался для написания монографии наряду с другими источниками. Авторы указали на свой «большой интерес» в отношении информации портала, на толерантное отношение редакции портала к любым религиозным течениям и на обширную направленность портала, включающую в себя по аудитории и верующих, и атеистов. Авторы отметили, что портал по большей части публикует те материалы по религиозным событиям, которые, пересекаясь с политической, экономической, спортивной или культурной сферой, являются значимыми для общества. Авторы также указали на наличие на портале аналитических рубрик и отдельно отметили рубрику «Мнение», в которой по значимым для общества событиям «высказывают свои суждения известные политики, учёные, духовные лидеры».
В 2009 году исполнительный директор движения «За права человека» Лев Пономарёв на христианском портале «Baznica.info» выпустил заявление, в котором обратил внимание на недоступность Портала-Credo.ru вечером 23 января, причины которой остались неизвестны редакции Портала-Credo.ru из-за отсутствия каких-либо объяснений технических служб. По мнению Пономарёва, на отключение повлияли запланированные на 25—29 января выборы патриарха РПЦ на Архиерейском и Поместном соборе. Пономарёв считает Портал-Credo.ru «честно и ответственно освещающим все стороны церковно-общественной жизни в нашей стране», против которого неоднократно организовывались «кампании травли и клеветы», а в данном случае, по мнению Пономарёва, была использована «грубая сила» деятелями РПЦ и их политическими сторонниками. Пономарёв также высказывает мнение о «высоком профессионализме» портала, указывая также то, что, на тот момент, «ни одно обвинение против него не было доведено до суда, хотя бы „басманного“». Пономарёв подытожил заявление требованием снятия блокировки портала и указанием на неприемлемость «клерикальной цензуры» в «свободном глобальном Интернете».
В 2010 году кандидат социологических наук А. В. Филькина включила Портал-Credo.ru в число четырёх «наиболее известных интернет-проектов», обозревающих религию в целом и конкретно новые религиозные движения и также предоставляющих читателям «отчеты академических экспертов».
16 марта 2010 года Портал-Credo.Ru в номинации «За информационное освещение религиозной жизни России» был награжден протестантским Благотворительным фондом «Национальная утренняя молитва».
В 2013 году религиовед В. А. Егоров в интервью исследовательской службе «Среда» рассказал из каких источников он черпает информацию по работе: «На первом месте — ReligioPolis, далее могу сослаться на Славянский правовой центр, куда я регулярно захожу, могу сослаться на то, что делает Роман Лункин — „Религия и Закон“. Также просматриваю Портал-Credo.Ru и „Богослов.ру“, получаю множество рассылок.».
В 2014 году эксперт Института прав человека Лев Левинсон в беседе с «Новой газетой» высказал мнение, что это одно из «немногих независимых изданий, пишущих о религии с внеконфессиональных позиций».
В 2018 году публицист Александр Невзоров в своей передаче «Невзоровские среды» на радиостанции «Эхо Москвы» назвал издание «замечательный Портал-Кредо.ру» и высказал мнение, что «это чистый, точный, квалифицированный очень источник».

### Критика
Портал-Credo.ru иногда подвергается критике за неточность публикуемой информации, недостоверность источников и во многом провокационный характер материалов.
В православной блогосфере со стороны своих оппонентов он нередко иронично называется «Кредо.Вру».

«Опять это „Кредо“ нагло врет!». Обычно большинство претензий к ресурсу «Портал-Credo.Ru», одному из наиболее раскрученных религиозных ресурсов, начинаются именно с этой расхожей фразы. Претензии есть и у нас, однако мы не станем исходить из принципа «сам дурак».
— Священник Димитрий Карпенко.
Протодиакон А. В. Кураев неоднократно выступал с опровержениями достоверности публикации его мнений Credo.Ru, называя их лживыми. В 2018 году в своём блоге в «Живом журнале» Кураев указав, что портал принял за достоверную фальшивую новость сатирического издания ИА «Панорама», отметил, что «там особо мило — „руководитель кредитно-банковского сектора синодального отдела Московского патриархата протоиерей Александр Каганович“».
В 2006 году протоиерей Л. Е. Семёнов назвал Credo.ru «информационным ресурсом, отличающимся крайней неприязнью к Русской Православной Церкви Московского Патриархата, а также охотно предоставляющем трибуну различным тоталитарным сектам и сектозащитникам всех мастей». Он также утверждал, что портал поддерживает тесные связи с «суздальской иерархией» — раскольнической группой, отколовшейся от РПЦ. Семёнов также привёл примеры искажения и подачи ложной информации порталом.
В том же году Российская ассоциация центров изучения религий и сект, возглавляемая А. Л. Дворкиным, обозначила интернет-издание как с одной стороны «информационный ресурс, отличающийся крайней неприязнью» к Русской православной церкви, с другой — как «охотно предоставляющий трибуну различным тоталитарным сектам и сектозащитникам всех мастей».
В 2007 году Российский совет Российской Древлеправославной кафолической церкви (старопоморцев-федосеевцев) в лице помощника управляющего делами, исполнительного секретаря Г. А. Медведева выступил с заявлением, в котором обвинил Кредо.ру в искажении фактов. Главный редактор сайта А. Солдатов обвинялся в том, что «спит и видит себя главным кукловодом российских религиозных организаций». В заключении заявления говорилось, что «Нелепо и смехотворно выглядят притязания редакции сайта „Портал-Кредо“ выдавать свой ресурс за беспристрастный, правозащитный и толерантный. Ничего этого там нет даже близко», поскольку «суть этого сайта» заключается в вопиющей предвзятости и тенденциозной подборке представляемых материалов, а также «систематическая публикация антирусских и антиправославных выпадов, откровенной лжи, рекламы и информационного прикрытия асоциальных сект, антихристианских ксенофобов-перфомансистов и апологетов педерастии».
В 2008 году М. Н. Кузнецов и И. В. Понкин отметив, что «Портал-кредо» получил известность «систематической публикацией клеветнических и заведомо ложных оскорбительных материалов, в том числе в отношении Русской Православной Церкви, других крупнейших религиозных организациях исторически представленных в России, традиционных религий» и «уже зарекомендовал себя как информационный ресурс, пропагандирующий экстремистские и иные маргинальные секты, пропагандирующий гомосексуализм, иные человеческие пороки», указали на то, что он также является «основным информационным рупором секты „Фалуньгун“» без которого «голос „Фалуньгун“ в России был бы практически не заметен, поскольку созданная „Фалуньгун“ газета „Великая эпоха“ малоизвестна и оказывает ничтожно слабое влияние в информационном пространстве России». Кроме того они высказали мнение, что продолжительное время данное СМИ занимается демонизацией образа Китая, особенно на фоне предстоящих Олимпийских игр в Пекине посредством того, что «читателям навязывается представление о том, что будто бы в этой стране, действительно, осуществляются массовые репрессии против мирных верующих, всего лишь не согласных с политикой коммунистической партии».
В 2011 году филолог Д. Н. Струве в своём блоге в «Живом журнале» рассмотрел заявление в Живом журнале протоиерея Александра Авдюгина о «CREDO — вру». В заявлении Авдюгин указал на то, что порталом была опубликована новость «Накануне визита Патриарха РПЦ МП в Луганск местная администрация пытается собрать „необходимое число зрителей“ на патриаршую литургию под открытым небом». Авдюгин отметил, что при публикации новости портал основывался на его словах, но его фраза была вырвана из контекста, в котором говорилось о попытке автоперевозчиков заработать на мероприятии. Также Авдюгин раскритиковал портал за ссылку на комментатора из прошлого поста Авдюгина и назвал заявление портала ложью. Даниил Струве в свою очередь указал, что портал не является идеальным, «не всегда дает пример добросовестности, допускает ошибки, неточности, натяжки, публикует порой непроверенные материалы». При этом Струве поставил вопрос о том, существуют ли в российском интернете подобные информационные сайты с высоким уровнем качества. Рассматривая картину в целом, Струве считает, что Портал-Credo.ru обозревает состояние церкви «разносторонней, полнее и объективней, чем все „православные“ информационные сайты вместе взятые». Также Струве высказывает следующее мнение: «Если уж называть его „Кредо.вру“, то тем более следует говорить об Интерфакс-религия.вру, Правмир.вру и т. д. Могу привести многочисленные примеры открытой лжи и клеветы и прочих публикаций с душком на этих сайтах». Струве считает существенно более важной и вредной для церкви «проблему лживости своих, лояльных церкви СМИ». Струве подытоживает, что оппозиция портала РПЦ в реальности помогает церкви, так как «церкви необходима критика извне».
В 2012 году либеральный публицист, радиоведущий и клирик УАПЦ(о) Яков Кротов утверждал, что заметки главного редактора Кредо.ру Александра Солдатова «строятся по одной схеме: звонок известному деятелю (непременно настроенному против РПЦ МП), вопрос, как он относится к прозвучавшему в СМИ мнению о возможности выдвижения патриарха в президента — возмущение и негодование опрашиваемого». По мнению Кротова, «ссылки на „СМИ“ — это ссылки исключительно на тексты, которые самим Солдатом и организованы». Кротов уподобил деятельность Солдатова «журналисткому онанизму»: «сами придумываем „информационный повод“, сами его „обнаруживаем“, сами выясняем мнение людей о нём».
В 2013 году газета «Владимирские ведомости» в статье «Госдеп в рясе?» отмечала поддержку Кредо.ру РПАЦ, приводя в подтверждение сведения о том, что «в феврале 2012 года на интернет-портале Солдатова было опубликовано открытое письмо представителей РПАЦ, сообщивших о готовности провести акции противодействия органам государственной власти России по изъятию мощей святых Ефросинии и Евфимия Суздальских». Издание делает вывод, что «попытки оставить за собой эти мощи любой ценой для „автономистов“ и их покровителей — лишь повод для дестабилизации обстановки в одном из самых популярных туристических центров России». В материале также утверждалось, что Солдатов регулярно публикует на своём сайте статьи в поддержку РПАЦ.
По версии молодёжного проекта «Православный корпус веры» движения «Наши» (2013 год), главный редактор «антицерковного» Портала-Credo.Ru занял десятое место в рейтинге «Враги Православия».
В 2018 году И. В. Симонов отнеся Портал-Credo.Ru к числу интернет-ресурсов, большая часть («около 70-80 %») контента которых на религиозно-общественную тематику представляет собой агрегирование новостей других СМИ, указал на то, что его редакция отрицательно относясь к Русской православной церкви, при этом поддерживает различные неканонические православные юрисдикции, среди которых Российская православная автономная церковь, отколовшие в 2007 году от Русской православной церкви заграницей группы непринявшие Акт о каноническом общении, а также течения, использующие в качестве самоназвания «Истинно-православная церковь». Кроме Симонов отметил, что в 2007—2008 годах портал оказывал информационную поддержку бывшему епископу Анадырскому и Чукотскому Диомиду (Дзюбану) в его выступлении против Русской православной церкви и тогдашнего патриарха Алексия II. А также обратил внимание на то, что после политического кризиса на Украине в 2013—2014 годах и аннексии Крыма Россией, портал «поддерживает Украинскую православную церковь Киевского патриархата в её противостоянии с Украинской православной церковью Московского патриархата».
По мнению исследователя расколов в православной среде иерея Павла Бочкова: «данный ресурс на протяжении многих лет находился в откровенной оппозиции по отношению к Русской Православной Церкви, охотно предоставляя свою площадку для публикаций различным критикам РПЦ — от либеральных журналистов до представителей самых разнообразных неканонических юрисдикций». Помимо недостатков сайта отмечалось и его полезность как источника по истории «разного рода раскольнических сообществ»: «Несмотря на своё критическое отношение к канонической Церкви, портал являлся ценным источником по изучению разного рода раскольнических сообществ, в ряде случаев, не имевших иной информационной возможности сообщить миру о своей религиозной деятельности».

### Ответы на критику
Портал-Credo.ru указывает, что заявление Российской Древлеправославной кафолической церкви (РДКЦ или старопоморцев-федосеевцев) от 2007 года в лице помощника управляющего делами, исполнительного секретаря Г. А. Медведева и заявление председателя правления православного Общественного комитета по правам человека Тамары Квитковской, размещённые на сайте Института государственно-конфессиональных отношений и права, который возглавляет И. В. Понкин, включают в себя «грубые оскорбления и клевету в адрес „Портала-Credo.Ru“ и его сотрудников». Портал считает, что поводом для таких заявлений стал выявленный порталом случай подделки И. В. Понкиным «заявления „исполнительного секретаря Российского совета РДКЦ И. И. Миролюбова“ в защиту иерархов РПЦ МП от нападок журналиста Сергея Бычкова». Корреспондент Портал-Credo.ru Михаил Ситников, посетивший презентацию составленного И. В. Понкиным сборника «Язык ненависти и вражды в публикациях журналиста МК Сергея Бычкова», отметил, что в начале сборника добавлено заявление исполнительного секретаря Совета РДКЦ И. И. Миролюбова с печатью РДКЦ. Ситников высказал мнение, что подпись «И. И. Миролюбов» явно похожа на секретаря Комиссии по делам старообрядных приходов и взаимодействию со старообрядчеством ОВЦС МП священника Иоанна Ивановича Миролюбова, который ранее являлся поморским духовным наставником. Ситников в репортаже указал, что данный наставник И. И. Миролюбов ни в какой период жизни не причислял себя к старопоморцам-федосеевцам, давно ушёл из старообрядчества в целом, после чего стал членом Русской православной церкви, «и в настоящее время, получив в Московской патриархии сан священника, является штатным сотрудником ОВЦС МП, секретарем Комиссии по делам старообрядных приходов, и поэтому никак не может быть одновременно ответственным секретарем в старообрядческой Церкви». В дальнейшем портал утверждает, что помощник управляющего делами РДКЦ Геннадий Медведев разместил на Портале-Credo.ru заявление, в котором сказано, что представляемая им РДКЦ, включая все её органы и местные общества, никак не связана с указанной публикацией в сборнике И. В. Понкина. Портал отмечает, что в дальнейшем И. В. Понкин эмоционально назвал слова Ситникова ложью, а заявление Геннадия Медведева на Портале-Credo.ru вероятной подделкой. После чего на ресурсе И. В. Понкина появилось другое заявление Геннадия Медведева с критикой в адрес Портала-Credo.ru. Портал отмечает, что в данном заявлении автором предполагается, что существует аудиозапись беседы редактора Портала-Credo.ru Владимира Ойвина с Геннадием Медведевым, но заранее указывается, что при размещении порталом этой аудиозаписи она будет сфабрикована или являться «специальной нарезкой». Портал называет следующий комментарий Геннадия Медведева по поводу И. И. Миролюбова «довольно туманным»: «Этот человек, действительно, уже ушёл от нас, но на момент подготовки и подписания заявления № 45-7 от 07.08.2007 ещё исполнял обязанности по должности исполнительного секретаря Российского совета Российской Древлеправославной кафолической церкви, такая должность есть. Он был принят на неё временно, хотя и не являлся широко известным активистом даже среди старообрядцев. Он просто временно выполнял технические обязанности. Это — всё, что мы считаем нужным сообщить непосредственно по этому человеку, поскольку опасаемся за его безопасность». Портал также утверждает, что председатель Российского совета РДКЦ, старший наставник Александр Хрычев, который является руководителем для Геннадия Медведева, в последующей беседе с Порталом-Credo.ru об И. И. Миролюбове указал: «Я его вообще не знаю, ни как религиозный лидер я с ним не встречался и как гражданин никогда дел с ним не имел. Никакого отношения к нашей Церкви он не имеет».
Редакция Портала-Credo.ru в ответ на критику диакона Андрея Кураева выпустила заявление по одному эпизоду критики. В заявлении редакция рассмотрела следующие слова Кураева: «Интернет-портал „Кредо“ опубликовал якобы интервью со мной. Это ложь. Интервью этому СМИ я давать не намерен. Просто вчера была пресс-конференция в РИА-Новости, организованная Российским клубом православных меценатов. Среди журналистов оказался и некто вообще никак не представившийся и задавший мне вопрос. Из моего ответа было (в вольном пересказе) изготовлено мое „интервью“». Редакция портала выпустила заявление, в котором ответила на критику, посчитав, что у неё нет «разумных оснований». Как утверждает редакция, публикация на портале слов Кураева являлась «точным воспроизведением его ответа на вопрос независимого журналиста, открыто заданный» на конференции в РИА «Новости». При этом вопрос не являлся анонимным, заявила редакция Портала-Credo.ru, так как «внештатный сотрудник и постоянный автор портала» Валерий Емельянов при задавании вопроса представился, поскольку «назвал своё имя и профессию». Редакция также указала, что Емельянов имел официальную аккредитацию на пресс-конференцию, приуроченную подготовке празднования 1020-летия Крещения Руси, которая проходила 22 февраля 2008 года в РИА «Новости». Впоследствии материал был опубликован Емельяновым под псевдонимом «Иван Нелюбов», что законодательно допустимо, если журналист принимает такое решение, указала редакция. Кроме того, редакция отметила, что в критической публикации Кураева нет «каких-либо опровержений содержания „ложного“ текста». Редакция портала также выразила недоумение тем, что Кураев готов отвечать «„не представившемуся“ человеку из неизвестного СМИ», но при этом так скрупулёзно подходит к выбору СМИ, которые будут иметь право на публикацию его ответа. Редакция также указала, что в 2005 и 2006 годах Кураев уже отвечал на вопросы корреспондентов Портала-Credo.ru Романа Лункина и Валерия Емельянова, и два таких материала с Кураевым были размещены в разделе «Мнение». Кроме того, на портале были «сотни новостей и мониторингов СМИ, в которых цитируется или упоминается диакон Андрей Кураев», и всё это ранее не вызывало критики у Кураева, отметила редакция портала, подытожив, что всё это время Портал-Credo.ru достоверно описывал деятельность Кураева.
Рассматривая статью без подписи «Госдеп в рясе?» газеты «Владимирские ведомости», Портал-Credo.ru предположил, что статья была опубликована, чтобы «оказать давление на суд», на котором в ближайшее время рассматривался вопрос о мощах Евфимия и Евфросинии Суздальских, которые были конфискованы у Российской православной автономной церкви (РПАЦ). Портал указал на то, что похожая статья с аналогичным названием, немного дополненным содержанием и подписью Андрея Ковалева вышла через месяц в газете «Суздальская новь». По приведённому порталом мнению канцелярии Суздальского епархиального управления РПАЦ, статья газеты «Суздальская новь» включает в себя «50 клеветнических утверждений, оскорблений и недостоверных сведений, многие из которых содержат открытые призывы к межконфессиональной вражде и противостоянию, а также экстремистские лозунги». Оскорбления содержатся как в адрес всей РПАЦ, так и в отношении двух её первоиерархов, одного архиепископа и также в отношении главного редактора Портала-Credo.ru, детально обозревающего вопрос об изъятии мощей, считает канцелярия РПАЦ. Также канцелярия РПАЦ считает, что стиль статьи является стилем «советской пропаганды», а к части сведений о перемещении и лечении описываемых в статье людей могли иметь доступ только спецслужбы. 28 марта 2014 года РПАЦ подала соответствующий иск в Суздальский районный суд против газет «Владимирские ведомости» и «Суздальская новь» по их статьям «Госдеп в рясе?». 16 июня 2014 года судом было утверждено мировое соглашение между сторонами. В мировом соглашении было указано, что газета «Суздальская новь» не позднее 14 дней с момента вступления мирового соглашения в силу на своих страницах должна «опубликовать подготовленный истцами текст статьи», отмечает Портал-Credo.ru. В данной статье затрагиваются вопросы истории РПАЦ, её митрополитов, «дело о мощах» и другие вопросы, упоминавшиеся ранее в статье «Госдеп в рясе?». Первый вариант данной статьи был написан Александром Солдатовым, указывает портал. В свою очередь редактор отдела спецрепортажей «Новой газеты» Ольга Боброва отметила, что газета «Владимирские ведомости» в данном мировом соглашении не упоминалась. В конце 2014 года Боброва связалась с главным редактором муниципальной газеты «Суздальская новь» И. П. Белан, которая прокомментировала обстоятельства появления статьи «Госдеп в рясе?» в их газете следующим образом: «Ой, мне бы не хотелось эту историю ворошить, — сказала она мне, когда я спросила про статью „Госдеп в рясе“ (верстальщик рядом — я это заметила — усмехнулся). — „Владимирские ведомости“ напечатали — а мы у них взяли. Судились потом еще… Я не хочу об этом вспоминать». После этого Боброва попыталась выяснить обстоятельства появления аналогичной статьи в газете «Владимирские ведомости», обратившись в её редакцию, но в редакции «Владимирских ведомостей» Бобровой не смогли назвать автора. Как утверждает Боброва, один из сотрудников этой газеты указал на следующие обстоятельства появления статьи «Госдеп в рясе?»: «С редакцией связались из ФСБ, вывалили какой-то набор информации. Наши это кое-как упаковали в слова — и вот опубликовали этот текст. У нас ведь РПЦ главенствующую роль играет, хоть и негласно. Наша скрепа. Хотя не знаю, может, и были у них в ФСБ какие-то данные на раскольников… Но нас, по сути, так же, как и прокуратуру, использовали. Только им бумажку прислали, а нам просто позвонили и сказали: надо. У нас учредитель — администрация области. У нас доля такая — все эти хотелки публиковать. А у них, в ФСБ, тоже ведь палочная система: пришла разнарядка по экстремизму — вынь да положь дело. Исламских экстремистов нет — так хоть эта РПАЦ».
Солдатов в ответ на критику Кураева о том, что портал принял за достоверную фальшивую новость сатирического издания ИА «Панорама», указав, что «да, признаю наш прокол», отметил, что «можно сказать, что его допустил редактор-практикант, а я был в дороге — не углядел…».

## Обвинения в распространении экстремистских материалов
В июле 2014 года по инициативе УФСБ России по Владимирской области прокуратура города Владимира обратилась с иском в суд о признании экстремистским видеофильм Михаила Баранова «Приставное благочестие», который, по мнению ФСБ и прокуратуры, был опубликован Порталом-Credo.ru. В качестве ответчика (заинтересованного лица) по этому делу был привлечён главный редактор портала Александр Солдатов. Роскомнадзор провёл внеплановые проверки деятельности портала и вынес ему предупреждение о недопустимости распространения экстремистских материалов.
Религиовед и культуролог, директор Учебно-научного Центра изучения религий РГГУ Николай Шабуров в выступлении на круглом столе «Религия и свобода слова: преследование „Портала-Credo.ru“», прошедшем в декабре 2014 года в Сахаровском центре, отметил, что его экспертиза по порталу была частично процитирована в решении суда и по ней были сделаны некоторые выводы, но в целом не оказала на данное решение существенного влияния. Подчеркнув, что «как некий журналистский продукт» данный видеоролик «достоин критики и там много неудачных моментов», тем не менее убеждён, что в нём «нет ни грамма экстремизма», и поэтому считает, что выводы в данном решении «просто чудовищны», поскольку оно «представляет опасность… не только для Русской православной автономной церкви, не только для альтернативного православия, но всего нашего общества», и что в том случае, если под экстремизмом понимать негативное отношение к определённым лицам и организациям, как указано в решении, то даже все участвующие в этом круглом столе «относятся негативно к очень большому количеству людей», что, по его убеждению, является неотъемлемым правом, как и выражение собственного мнения. В то же время Шабуров полагает, что если форма критики некорректна, то для разрешения ситуации существуют гражданские суды, но считать «высказывания негативные в отношении Жириновского, или патриарха Кирилла, или даже Русской православной церкви» экстремизмом «абсолютно, абсолютно недопустимо». Шабуров высказал огорчение результатом экспертизы по порталу религиоведом Евгением Арининым и указал, что экстремизмом является возбуждение ненависти, «которое может спровоцировать к каким-либо насильственным действиям», но «никаких подобного рода призывов здесь нет». В заключение выступления Шабуров оценил Портал-Credo.ru как «орган, в котором большое количество важных аналитических материалов», который «ценится религиоведческим сообществом как серьёзный источник информации» и что «мы должны решительно отстаивать вот это вот правое дело, дело „Портала-Credo.ru“ и Александра Солдатова».
Религиовед и историк, редактор интернет-портала «Россия для всех» Р. В. Багдасаров, выступая в защиту портала на данном круглом столе, высказал мнение, что закрытие портала с помощью данного дела выгодно Московской патриархии, и поставил вопрос о существовании свободы совести в России. Кроме того, указав на важную роль портала в исследовании «клерикальной идеологизации» государства, Багдасаров заявил, что Портал-Credo.ru «выполнял очень важную задачу: о развеивании мифа о некой монополии Московской патриархии на православие в Российской Федерации», в том числе с помощью «позитивной информации об альтернативных видах православия», «чем во многом способствовал оформлению этих церквей, этих организаций в правовом поле». Также он добавил, что со своей стороны и со стороны интернет-портала «Россия для всех» желает удачи Солдатову и Порталу-Credo.ru, и что и в дальнейшем будет им оказывать поддержку.
В интервью украинскому общественно-религиозному журналу «Христианин и мир» Солдатов указывал, что всего по фильму «Приставное благочестие» было сделано семь экспертиз, но суд учёл из них только одну. Из остальных шести экспертиз заказчиком трёх экспертиз была ФСБ, но ни в одной из этих шести экспертиз экстремизм не упоминался, утверждал Солдатов. Кроме того он отметил, что «потом ещё 9 материалов нашего портала были признаны экстремистскими», которые редакция затем удалила. При этом Солдатов утверждал, что решений о блокировке данных материалов со стороны органов власти не было, но портал, по его словам, всё равно заблокировали многие провайдеры. Также Солдатов признался, что одним из тех, кто оказывал финансовую поддержку порталу, и «которого обвинили в экстремизме, как раз принадлежал» к одному из ответвлений альтернативного православия.